# Plato (Magdalena)
Pour les articles homonymes, voir Plato.
Plato est une municipalité située dans le département de Magdalena en Colombie.